# Liste des villes, villages et hameaux de la province de Frise aux Pays-Bas
Liste des villes, villages et hameaux de la province de Frise aux Pays-Bas.
- Haut – A
- B
- C
- D
- E
- F
- G
- H
- I
- J
- K
- L
- M
- N
- O
- P
- Q
- R
- S
- T
- U
- V
- W
- X
- Y
- Z

## A
| Nom                  | Commune                        | Coordinates         |
| -------------------- | ------------------------------ | ------------------- |
| Aalsum               | Dongeradeel                    | 53° 20′ N, 6° 00′ E |
| Abbega               | Súdwest-Fryslân                | 53° 01′ N, 5° 34′ E |
| Abbegaasterketting   | Súdwest-Fryslân                | 53° 02′ N, 5° 34′ E |
| Abbengawier          | Súdwest-Fryslân                | 53° 04′ N, 5° 47′ E |
| Abbewier             | Súdwest-Fryslân                | 53° 23′ N, 6° 09′ E |
| Achlum               | Franekeradeel                  | 53° 09′ N, 5° 29′ E |
| Aegum                | Leeuwarden                     | 53° 08′ N, 5° 50′ E |
| Aekinga              | Ooststellingwerf               | 52° 57′ N, 6° 19′ E |
| Akkerwoude           | Dantumadiel                    | 53° 17′ N, 5° 59′ E |
| Akkrum               | Heerenveen                     | 53° 03′ N, 5° 50′ E |
| Akmarijp             | De Fryske Marren               | 53° 00′ N, 5° 47′ E |
| Allardsoog           | Opsterland                     | 53° 06′ N, 6° 18′ E |
| Allingawier          | Súdwest-Fryslân                | 53° 03′ N, 5° 27′ E |
| Almenum              | Harlingen                      | 53° 11′ N, 5° 26′ E |
| Anjum                | Dongeradeel                    | 53° 14′ N, 5° 39′ E |
| Anjum                | Dongeradeel                    | 53° 22′ N, 6° 08′ E |
| Anneburen            | Heerenveen                     | 53° 04′ N, 5° 37′ E |
| Appelscha            | Ooststellingwerf               | 52° 57′ N, 6° 22′ E |
| Arkens               | Franekeradeel                  | 53° 12′ N, 5° 33′ E |
| Arkum                | Franekeradeel                  | 53° 02′ N, 5° 30′ E |
| Arum                 | Wûnseradiel                    | 53° 08′ N, 5° 29′ E |
| Atzeburen            | Súdwest-Fryslân                | 53° 01′ N, 5° 30′ E |
| Augsbuurt-Lutjewoude | Kollumerland en Nieuwkruisland | 53° 16′ N, 6° 10′ E |
| Augustinusga         | Achtkarspelen                  | 53° 13′ N, 6° 10′ E |
| Aalzum               | Dongeradeel                    | 53° 20′ N, 6° 00′ E |

## B
| Nom                           | Commune                        | Coordinates         |
| ----------------------------- | ------------------------------ | ------------------- |
| Baaiduinen                    | Terschelling                   | 53° 23′ N, 5° 17′ E |
| Baard                         | Littenseradiel                 | 53° 09′ N, 5° 40′ E |
| Baardburen                    | Leeuwarden                     | 53° 08′ N, 5° 47′ E |
| Baarderburen (Baarderbuorren) | Súdwest-Fryslân                | 53° 08′ N, 5° 29′ E |
| Baburen                       | Súdwest-Fryslân                | 53° 03′ N, 5° 30′ E |
| Baijum                        | Littenseradiel                 | 53° 10′ N, 5° 38′ E |
| Bakhuizen                     | De Fryske Marren               | 52° 52′ N, 5° 27′ E |
| Bakkeveen                     | Opsterland                     | 53° 05′ N, 6° 15′ E |
| Balk                          | De Fryske Marren               | 52° 54′ N, 5° 35′ E |
| Ballingbuur                   | De Friese Meren                | 53° 00′ N, 5° 46′ E |
| Ballum                        | Ameland                        | 53° 27′ N, 5° 41′ E |
| Bandsloot                     | De Fryske Marren               | 52° 51′ N, 5° 49′ E |
| Bantega                       | De Fryske Marren               | 52° 50′ N, 5° 48′ E |
| Bargebek                      | Friesland                      | 52° 53′ N, 5° 36′ E |
| Bartlehiem                    | Tietjerksteradeel              | 53° 17′ N, 5° 50′ E |
| Beers                         | Littenseradiel                 | 53° 09′ N, 5° 44′ E |
| Beetgum                       | Menaldumadeel                  | 53° 14′ N, 5° 41′ E |
| Beetgumermolen                | Menaldumadeel                  | 53° 14′ N, 5° 42′ E |
| Beetsterzwaag                 | Opsterland                     | 53° 03′ N, 6° 05′ E |
| Benedenknijpe                 | Heerenveen                     | 52° 58′ N, 5° 58′ E |
| Bergum                        | Tytsjerksteradiel              | 53° 12′ N, 6° 00′ E |
| Berlikum                      | Menaldumadeel                  | 53° 15′ N, 5° 39′ E |
| Bernsterburen                 | Littenseradee                  | 53° 06′ N, 5° 44′ E |
| Betterwird                    | Dongeradeel                    | 53° 20′ N, 5° 58′ E |
| Birdaard                      | Dantumadiel                    | 53° 18′ N, 5° 53′ E |
| Birstum                       | Heerenveen                     | 53° 04′ N, 5° 51′ E |
| Bisschop                      | Eaststellingwerf               | 53° 03′ N, 6° 15′ E |
| Bittens                       | Ljouwert                       | 53° 05′ N, 5° 29′ E |
| Blauwhuis                     | Wymbritseradiel                | 53° 01′ N, 5° 32′ E |
| Blauwverlaat                  | Achtkarspelen                  | 53° 14′ N, 6° 10′ E |
| Blesdijke                     | Weststellingwerf               | 52° 50′ N, 6° 01′ E |
| Blesdijkerveld                | Steenwijkerland                | 52° 50′ N, 6° 02′ E |
| Blessum                       | Menaldumadeel                  | 53° 11′ N, 5° 42′ E |
| Blija                         | Ferwerderadeel                 | 53° 21′ N, 5° 52′ E |
| Boekhorst                     | Ooststellingwerf               | 52° 59′ N, 6° 18′ E |
| Boelenslaan                   | Achtkarspelen                  | 53° 10′ N, 6° 09′ E |
| Boer                          | Franekeradeel                  | 53° 13′ N, 5° 34′ E |
| Boijl (Boyl)                  | Weststellingwerf               | 52° 54′ N, 6° 11′ E |
| Boksum                        | Menaldumadeel                  | 53° 10′ N, 5° 43′ E |
| Bollingawier                  | Dongeradeel                    | 53° 23′ N, 6° 02′ E |
| Bolsward                      | Súdwest-Fryslân                | 53° 04′ N, 5° 32′ E |
| Bonkwerd                      | Littenseradeel                 | 53° 08′ N, 5° 36′ E |
| Bontebok                      | Heerenveen                     | 52° 58′ N, 6° 01′ E |
| Boornbergum                   | Smallingerland                 | 53° 05′ N, 6° 03′ E |
| Boornzwaag                    | Littenseradeel                 | 52° 53′ N, 5° 34′ E |
| Boornzwaag                    | De Friese Meren                | 52° 58′ N, 5° 45′ E |
| Boornzwaag gover de Wielen    | Skarsterlân                    | 52° 57′ N, 5° 45′ E |
| Bornwird                      | Dongeradeel                    | 53° 20′ N, 5° 58′ E |
| Bornwirdhuizen                | Bornwirdhuizen                 | 53° 20′ N, 5° 59′ E |
| Boteburen                     | Ferwerderadeel                 | 53° 21′ N, 5° 51′ E |
| Bovenburen                    | Súdwest-Fryslân                | 52° 56′ N, 5° 28′ E |
| Bovenknijpe                   | Heerenveen                     | 52° 58′ N, 5° 59′ E |
| Boxum                         | Menaldumadeel                  | 53° 11′ N, 5° 44′ E |
| Boyl                          | Weststellingwerf               | 52° 55′ N, 6° 12′ E |
| Bozum                         | Littenseradiel                 | 53° 05′ N, 5° 42′ E |
| Brandeburen                   | Nijefurd                       | 52° 57′ N, 5° 30′ E |
| Brantgum                      | Dongeradeel                    | 53° 21′ N, 5° 56′ E |
| Britsum                       | Leeuwarderadeel                | 53° 15′ N, 5° 47′ E |
| Britswerd                     | Littenseradiel                 | 53° 07′ N, 5° 41′ E |
| Broek                         | De Fryske Marren               | 52° 59′ N, 5° 46′ E |
| Broek-Noord                   | De Friese Meren                | 52° 59′ N, 5° 47′ E |
| Broeksterwoude                | Dantumadiel                    | 53° 16′ N, 6° 00′ E |
| Brongerga                     | Heerenveen                     | 52° 57′ N, 5° 59′ E |
| Buitenpost                    | Achtkarspelen                  | 53° 15′ N, 6° 09′ E |
| Buitenstverlaat               | Smallingerland                 | 53° 06′ N, 6° 03′ E |
| Buren                         | Ameland                        | 53° 27′ N, 5° 48′ E |
| Burgwerd                      | Wûnseradiel                    | 53° 05′ N, 5° 33′ E |
| Burum                         | Kollumerland en Nieuwkruisland | 53° 16′ N, 6° 14′ E |
| Buttinga                      | Ooststellingwerf               | 52° 59′ N, 6° 17′ E |
| Buweklooster                  | Achtkarspelen                  | 53° 12′ N, 6° 08′ E |

## C
| Nom            | Commune          | Coordinates         |
| -------------- | ---------------- | ------------------- |
| Commissiepolle | De Fryske Marren | 52° 52′ N, 5° 48′ E |
| Cornjum        | Leeuwarderadeel  | 53° 15′ N, 5° 47′ E |
| Cornwerd       | Súdwest-Fryslân  | 53° 05′ N, 5° 24′ E |

## D
| Nom                    | Commune          | Coordinates         |
| ---------------------- | ---------------- | ------------------- |
| Damwoude               | Dantumadiel      | 53° 17′ N, 6° 00′ E |
| Dantumawoude           | Dantumadiel      | 53° 18′ N, 6° 01′ E |
| De Blesse              | Weststellingwerf | 52° 50′ N, 6° 03′ E |
| De Blijnse             | Harlingen        | 53° 11′ N, 5° 27′ E |
| De Blokken             | Súdwest-Fryslân  | 53° 08′ N, 5° 26′ E |
| De Bult                | Ooststellingwerf | 52° 57′ N, 6° 18′ E |
| Deddingabuurt          | Ooststellingwerf | 52° 57′ N, 6° 10′ E |
| Dedgum                 | Súdwest-Fryslân  | 53° 01′ N, 5° 29′ E |
| Deersum                | Súdwest-Fryslân  | 53° 05′ N, 5° 43′ E |
| Deinum                 | Menaldumadeel    | 53° 12′ N, 5° 43′ E |
| De Gaasten             | Smallingerland   | 53° 07′ N, 5° 59′ E |
| De Galhoek             | Smallingerland   | 53° 05′ N, 6° 03′ E |
| De Grits               | Littenseradeel   | 53° 07′ N, 5° 34′ E |
| De Hel                 | Súdwest-Fryslân  | 52° 57′ N, 5° 30′ E |
| De Hem                 | Littenseradeel   | 53° 08′ N, 5° 41′ E |
| De Hem                 | Leeuwarden       | 53° 10′ N, 5° 49′ E |
| De Hoeve               | Weststellingwerf | 52° 53′ N, 6° 05′ E |
| Deinum                 | Menaldumadeel    | 53° 12′ N, 5° 43′ E |
| De Keegen              | Kollumerland     | 53° 17′ N, 6° 14′ E |
| De Knijpe (De Knipe)   | Heerenveen       | 52° 58′ N, 5° 58′ E |
| De Knolle              | Ooststellingwerf | 53° 01′ N, 6° 20′ E |
| De Kolk (Sneek)        | Súdwest-Fryslân  | 53° 18′ N, 6° 14′ E |
| Delburen               | De Fryske Marren | 52° 53′ N, 5° 36′ E |
| Delfstrahuizen         | De Fryske Marren | 52° 53′ N, 5° 50′ E |
| De Meente              | Weststellingwerf | 52° 54′ N, 6° 08′ E |
| De Rijlst              | De Fryske Marren | 52° 56′ N, 5° 45′ E |
| De Tike                | Smallingerland   | 53° 09′ N, 6° 03′ E |
| De Valom               | Dantumadeel      | 53° 16′ N, 6° 01′ E |
| De Veenhoop            | Smallingerland   | 53° 06′ N, 5° 57′ E |
| De Wilgen              | Smallingerland   | 53° 06′ N, 6° 02′ E |
| Dijken                 | De Fryske Marren | 52° 57′ N, 5° 43′ E |
| Dijkshoek              | Franekeradeel    | 53° 16′ N, 5° 33′ E |
| Dijkshorne             | Dongeradeel      | 53° 21′ N, 6° 08′ E |
| Dijksterburen          | Súdwest-Fryslân  | 53° 08′ N, 5° 25′ E |
| Doijum                 | Franekeradeel    | 53° 10′ N, 5° 32′ E |
| Dokkum                 | Dongeradeel      | 53° 20′ N, 6° 00′ E |
| Dokkumer Nieuwe Zijlen | Dongeradeel      | 53° 19′ N, 6° 09′ E |
| Domwier                | Leeuwarden       | 53° 08′ N, 5° 51′ E |
| Dongjum                | Franekeradeel    | 53° 13′ N, 5° 33′ E |
| Doniaburen             | Súdwest Fryslân  | 53° 00′ N, 5° 26′ E |
| Doniaga                | De Fryske Marren | 52° 54′ N, 5° 45′ E |
| Donkerbroek            | Ooststellingwerf | 53° 01′ N, 6° 14′ E |
| Draaisterhuizen        | Súdwest-Fryslân  | 53° 00′ N, 5° 36′ E |
| Drachten               | Smallingerland   | 53° 06′ N, 6° 06′ E |
| Drachtstercompagnie    | Smallingerland   | 53° 08′ N, 6° 08′ E |
| Drieboerehuizen        | Dongeradeel      | 53° 23′ N, 5° 56′ E |
| Driesum                | Dantumadeel      | 53° 18′ N, 6° 03′ E |
| Drogeham               | Achtkarspelen    | 53° 12′ N, 6° 07′ E |
| Dronrijp               | Menaldumadeel    | 53° 12′ N, 5° 39′ E |

## E
| Nom            | Commune           | Coordinates         |
| -------------- | ----------------- | ------------------- |
| Echten         | De Fryske Marren  | 52° 52′ N, 5° 48′ E |
| Echtenerbrug   | De Fryske Marren  | 52° 52′ N, 5° 49′ E |
| Edens          | Littenseradeel    | 53° 07′ N, 5° 37′ E |
| Ee             | Dongeradeel       | 53° 20′ N, 6° 06′ E |
| Eemswoude      | Súdwest-Fryslân   | 53° 03′ N, 5° 31′ E |
| Eernewoude     | Tytsjerksteradiel | 53° 08′ N, 5° 56′ E |
| Eesterga       | De Fryske Marren  | 52° 52′ N, 5° 44′ E |
| Eestrum        | Tytsjerksteradiel | 53° 13′ N, 6° 04′ E |
| Egbertsgaasten | Smallingerland    | 53° 07′ N, 6° 02′ E |
| Egypte         | Ooststellingwerf  | 52° 58′ N, 6° 10′ E |
| Elahuizen      | De Fryske Marren  | 52° 56′ N, 5° 32′ E |
| Elfbergen      | De Fryske Marren  | 52° 52′ N, 5° 33′ E |
| Elsloo         | Ooststellingwerf  | 52° 56′ N, 6° 14′ E |
| Engelum        | Menaldumadeel     | 53° 14′ N, 5° 43′ E |
| Engwerd        | Súdwest-Fryslân   | 53° 05′ N, 5° 45′ E |
| Engwier        | Wonseradeel       | 53° 04′ N, 5° 25′ E |
| Engwierum      | Dongeradeel       | 53° 19′ N, 6° 08′ E |
| Exmorra        | Wûnseradiel       | 53° 03′ N, 5° 28′ E |
| Exmorrazijl    | Súdwest-Fryslân   | 53° 04′ N, 5° 28′ E |
| Ezumazijl      | Dongeradeel       | 53° 22′ N, 6° 09′ E |

## F
| Nom           | Commune          | Coordinates         |
| ------------- | ---------------- | ------------------- |
| Fatum         | Franekeradeel    | 53° 09′ N, 5° 35′ E |
| Ferwerd       | Ferwerderadeel   | 53° 20′ N, 5° 50′ E |
| Ferwoude      | Wûnseradiel      | 53° 01′ N, 5° 26′ E |
| Finkeburen    | De Friese Meren  | 52° 55′ N, 5° 43′ E |
| Finkum        | Leeuwarderadeel  | 53° 17′ N, 5° 45′ E |
| Firdgum       | Barradeel        | 53° 15′ N, 5° 34′ E |
| Flansum       | Súdwest-Fryslân  | 53° 05′ N, 5° 46′ E |
| Fochteloo     | Ooststellingwerf | 52° 59′ N, 6° 20′ E |
| De Folgeren   | Drachten         | 53° 08′ N, 6° 05′ E |
| Follega       | De Fryske Marren | 52° 53′ N, 5° 44′ E |
| Folsgare      | Wymbritseradiel  | 53° 02′ N, 5° 36′ E |
| Fons          | Littenseradeel   | 53° 09′ N, 5° 43′ E |
| Formerum      | Terschelling     | 53° 23′ N, 5° 19′ E |
| Foudgum       | Dongeradeel      | 53° 21′ N, 5° 57′ E |
| Franeker      | Franekeradeel    | 53° 12′ N, 5° 32′ E |
| Friens        | Leeuwarden       | 53° 06′ N, 5° 48′ E |
| Frieschepalen | Opsterland       | 53° 07′ N, 6° 12′ E |

## G
| Nom              | Commune           | Coordinates         |
| ---------------- | ----------------- | ------------------- |
| Gaast            | Wûnseradiel       | 53° 01′ N, 5° 25′ E |
| Gaastmeer        | Wymbritseradiel   | 52° 58′ N, 5° 33′ E |
| Galamadammen     | Súdwest-Fryslân   | 52° 54′ N, 5° 28′ E |
| Garijp           | Tytsjerksteradiel | 53° 10′ N, 5° 58′ E |
| Gauw             | Súdwest-Fryslân   | 53° 04′ N, 5° 43′ E |
| Genum            | Ferwerderadeel    | 53° 19′ N, 5° 53′ E |
| Gerkesklooster   | Achtkarspelen     | 53° 14′ N, 6° 12′ E |
| Gersloot         | Heerenveen        | 53° 00′ N, 5° 58′ E |
| Giekerk          | Tytsjerksteradiel | 53° 14′ N, 5° 53′ E |
| Giekerkerhoek    | Giekerkerhoek     | 53° 14′ N, 5° 53′ E |
| Gietersebrug     | De Fryske Marren  | 52° 52′ N, 5° 46′ E |
| Goënga           | Súdwest-Fryslân   | 53° 03′ N, 5° 42′ E |
| Goëngahuizen     | Smallingerland    | 53° 05′ N, 5° 53′ E |
| Goingarijp       | De Fryske Marren  | 53° 01′ N, 5° 46′ E |
| Gooium           | Súdwest-Fryslân   | 53° 06′ N, 5° 24′ E |
| Gorredijk        | Opsterland        | 53° 00′ N, 6° 04′ E |
| Goutum           | Leeuwarden        | 53° 11′ N, 5° 48′ E |
| Gracht           | Weststellingwerf  | 52° 51′ N, 5° 52′ E |
| Grauwe Kat       | Súdwest-Fryslân   | 53° 07′ N, 5° 29′ E |
| Greonterp        | Súdwest-Fryslân   | 53° 01′ N, 5° 31′ E |
| Groot Medhuizen  | Dongeradeel       | 53° 21′ N, 6° 05′ E |
| Groot Wieren     | Súdwest-Fryslân   | 53° 04′ N, 5° 45′ E |
| Grootwijngaarden | Opsterland        | 52° 59′ N, 5° 59′ E |
| Grote Wiske      | Súdwest-Fryslân   | 52° 57′ N, 5° 26′ E |
| Grouw            | Leeuwarden        | 53° 06′ N, 5° 50′ E |

## H
| Nom                        | Commune           | Coordinates         |
| -------------------------- | ----------------- | ------------------- |
| Halfweg                    | Kollumerland      | 53° 18′ N, 6° 15′ E |
| Hallum                     | Ferwerderadeel    | 53° 19′ N, 5° 47′ E |
| Hallumerhoek               | Ferwerderadeel    | 53° 18′ N, 5° 46′ E |
| Hamshorn                   | Achtkarspelen     | 53° 11′ N, 6° 07′ E |
| Haneburen                  | Achtkarspelen     | 53° 01′ N, 6° 06′ E |
| Hantum                     | Dongeradeel       | 53° 22′ N, 5° 58′ E |
| Hantumerhoek               | Dongeradeel       | 53° 22′ N, 5° 59′ E |
| Hantumeruitburen           | Dongeradeel       | 53° 22′ N, 6° 00′ E |
| Hantumhuizen               | Dongeradeel       | 53° 22′ N, 6° 00′ E |
| Hardegarijp                | Tytsjerksteradiel | 53° 13′ N, 5° 57′ E |
| Harich                     | De Fryske Marren  | 52° 54′ N, 5° 34′ E |
| Harkema-Opeinde            | Achtkarspelen     | 53° 11′ N, 6° 08′ E |
| Harkezijl                  | Súdwest-Fryslân   | 53° 06′ N, 5° 27′ E |
| Harlingen                  | Harlingen         | 53° 11′ N, 5° 25′ E |
| Hartwerd                   | Súdwest-Fryslân   | 53° 04′ N, 5° 34′ E |
| Haskerdijken               | Heerenveen        | 53° 00′ N, 5° 52′ E |
| Haskerhorne                | De Fryske Marren  | 52° 57′ N, 5° 50′ E |
| Hatsum                     | Littenseradeel    | 53° 10′ N, 5° 38′ E |
| Haule                      | Ooststellingwerf  | 53° 02′ N, 6° 18′ E |
| Haulerwijk                 | Ooststellingwerf  | 53° 04′ N, 6° 20′ E |
| Hayum                      | Súdwest-Fryslân   | 53° 06′ N, 5° 25′ E |
| Hee                        | Terschelling      | 53° 23′ N, 5° 15′ E |
| Heeg                       | Wymbritseradiel   | 52° 58′ N, 5° 36′ E |
| Heerenveen                 | Heerenveen        | 52° 57′ N, 5° 56′ E |
| Heide                      | De Fryske Marren  | 52° 56′ N, 5° 46′ E |
| Heidehuizen                | Opsterland        | 53° 04′ N, 6° 08′ E |
| Hemelum                    | De Fryske Marren  | 52° 53′ N, 5° 27′ E |
| Hemert                     | Súdwest Fryslân   | 53° 06′ N, 5° 31′ E |
| Hemmemabuurt               | Súdwest-Fryslân   | 53° 15′ N, 5° 39′ E |
| Hempens                    | Leeuwarden        | 53° 11′ N, 5° 50′ E |
| Hemrik                     | Opsterland        | 53° 02′ N, 6° 08′ E |
| Hemrikerverlaat            | Opsterland        | 53° 02′ N, 6° 08′ E |
| Hennaard                   | Littenseradeel    | 53° 07′ N, 5° 38′ E |
| Herbaijum                  | Franekeradeel     | 53° 11′ N, 5° 30′ E |
| Het Jachtveld              | Achtkarspelen     | 53° 10′ N, 6° 07′ E |
| Het Vliet                  | Súdwest-Fryslân   | 53° 06′ N, 5° 29′ E |
| Het Zwartveen              | Smallingerland    | 53° 09′ N, 6° 05′ E |
| Hiaure                     | Dongeradeel       | 53° 21′ N, 5° 58′ E |
| Hichtum                    | Súdwest-Fryslân   | 53° 05′ N, 5° 32′ E |
| Hidaard                    | Littenseradeel    | 53° 05′ N, 5° 36′ E |
| Hieslum                    | Súdwest-Fryslân   | 53° 01′ N, 5° 29′ E |
| Hijlaard                   | Littenseradiel    | 53° 10′ N, 5° 42′ E |
| Hijum                      | Leeuwarderadeel   | 53° 18′ N, 5° 46′ E |
| Hindeloopen                | Nijefurd          | 52° 57′ N, 5° 24′ E |
| Hitzum                     | Franekeradeel     | 53° 10′ N, 5° 31′ E |
| Hoarne                     | Leeuwarderadeel   | 53° 16′ N, 5° 47′ E |
| Hoek Makkinga              | Ooststellingwerf  | 52° 59′ N, 6° 14′ E |
| Hogebeintum                | Ferwerderadeel    | 53° 20′ N, 5° 51′ E |
| Holle Poarte               | Súdwest-Fryslân   | 53° 03′ N, 5° 23′ E |
| Hollum                     | Ameland           | 53° 25′ N, 5° 38′ E |
| Holwerd                    | Dongeradeel       | 53° 22′ N, 5° 54′ E |
| Hommerts                   | Wymbritseradiel   | 52° 59′ N, 5° 39′ E |
| Hoogduurswoude             | Ooststellingwerf  | 52° 59′ N, 6° 16′ E |
| Hoogzand                   | Tietjerksteradeel | 53° 11′ N, 6° 04′ E |
| Hooibergen                 | De Fryske Marren  | 52° 51′ N, 5° 35′ E |
| Hoorn                      | Terschelling      | 53° 24′ N, 5° 21′ E |
| Hoornster (Zwaagcompagnie) | Heerenveen        | 53° 01′ N, 6° 10′ E |
| Hornsterburen              | Leeuwarden        | 53° 06′ N, 5° 47′ E |
| Hoornsterzwaag             | Opsterland        | 53° 00′ N, 6° 10′ E |
| Houtigehage                | Smallingerland    | 53° 09′ N, 6° 08′ E |
| Houw                       | Súdwest-Fryslân   | 53° 05′ N, 5° 23′ E |
| Huins                      | Littenseradiel    | 53° 09′ N, 5° 40′ E |

## I
| Nom           | Commune           | Coordinates         |
| ------------- | ----------------- | ------------------- |
| Idaard        | Leeuwarden        | 53° 07′ N, 5° 48′ E |
| Idsegahuizum  | Súdwest-Fryslân   | 53° 03′ N, 5° 25′ E |
| Idserdaburen  | Súdwest Fryslân   | 53° 00′ N, 5° 29′ E |
| Idskenhuizen  | De Fryske Marren  | 52° 56′ N, 5° 43′ E |
| Idzega        | Súdwest-Fryslân   | 52° 59′ N, 5° 33′ E |
| IJsbrechtum   | Súdwest-Fryslân   | 52° 02′ N, 5° 38′ E |
| IJlst         | IJlst             | 53° 01′ N, 5° 37′ E |
| IJpecolsga    | Súdwest-Fryslân   | 52° 56′ N, 5° 36′ E |
| IJsbrechtum   | Súdwest-Fryslân   | 53° 03′ N, 5° 38′ E |
| Indijk        | Súdwest-Fryslân   | 52° 57′ N, 5° 36′ E |
| Indijk        | Littenseradeel    | 53° 06′ N, 5° 42′ E |
| Iniaheide     | Tietjerksteradeel | 53° 09′ N, 6° 00′ E |
| Irnsum        | Leeuwarden        | 53° 05′ N, 5° 48′ E |
| Itens         | Littenseradeel    | 53° 06′ N, 5° 39′ E |
| It Heidenskip | Súdwest-Fryslân   | 52° 57′ N, 5° 30′ E |

## J
| Nom                  | Commune          | Coordinates         |
| -------------------- | ---------------- | ------------------- |
| Janssenstichting     | Ooststellingwerf | 53° 03′ N, 6° 01′ E |
| Janssenstichting     | Ooststellingwerf | 53° 03′ N, 6° 16′ E |
| Janum                | Ferwerderadeel   | 53° 19′ N, 5° 54′ E |
| Jardinga             | Ooststellingwerf | 53° 01′ N, 6° 17′ E |
| Jellum               | Littenseradeel   | 53° 10′ N, 5° 45′ E |
| Jelsum               | Leeuwarderadeel  | 53° 14′ N, 5° 47′ E |
| Jeth                 | Littenseradeel   | 53° 07′ N, 5° 41′ E |
| Jislum               | Friesland        | 53° 19′ N, 5° 53′ E |
| Jonkershuizen        | Súdwest-Fryslân  | 53° 02′ N, 5° 31′ E |
| Jonkersland          | Opsterland       | 52° 59′ N, 6° 03′ E |
| Jorwerd              | Littenseradiel   | 53° 09′ N, 5° 43′ E |
| Joure                | De Fryske Marren | 52° 58′ N, 5° 47′ E |
| Jousterp             | Súdwest-Fryslân  | 53° 02′ N, 5° 29′ E |
| Jouswerd             | Wymbritseradeel  | 53° 02′ N, 5° 33′ E |
| Jouswier             | Dongeradeel      | 53° 21′ N, 6° 03′ E |
| Jubbega Derde Sluis  | Opsterland       | 53° 00′ N, 6° 07′ E |
| Jubbega-Schurega     | Heerenveen       | 52° 58′ N, 6° 07′ E |
| Jubbegastercompagnie | Heerenveen       | 52° 59′ N, 6° 06′ E |
| Jutrijp              | Súdwest-Fryslân  | 53° 00′ N, 5° 39′ E |

## K
| Nom              | Commune                        | Coordinates         |
| ---------------- | ------------------------------ | ------------------- |
| Kaart            | Terschelling                   | 53° 23′ N, 5° 16′ E |
| Kampen           | Súdwest-Fryslân                | 53° 06′ N, 5° 27′ E |
| Katlijk          | Heerenveen                     | 52° 57′ N, 6° 03′ E |
| Kerkeburen       | Súdwest-Fryslân                | 53° 05′ N, 5° 47′ E |
| Kettingwier      | Kollumerland                   | 53° 18′ N, 6° 04′ E |
| Kie              | Franekeradeel                  | 53° 11′ N, 5° 31′ E |
| Kiesterzijl      | Franekeradeel                  | 53° 11′ N, 5° 30′ E |
| Kimswerd         | Wûnseradiel                    | 53° 08′ N, 5° 26′ E |
| Kingmatille      | Franekeradeel                  | 53° 11′ N, 5° 36′ E |
| Kinnum           | Terschelling                   | 53° 23′ N, 5° 17′ E |
| Kleine Gaastmeer | Súdwest-Fryslân                | 52° 58′ N, 5° 32′ E |
| Kleinegeest      | Tietjerksteradeel              | 53° 12′ N, 5° 54′ E |
| Kleine Wiske     | Súdwest-Fryslân                | 52° 57′ N, 5° 27′ E |
| Klein Groningen  | Opsterland                     | 53° 03′ N, 6° 13′ E |
| Klein Medhuizen  | Dongeradeel                    | 53° 20′ N, 6° 05′ E |
| Klein Wieren     | Súdwest-Fryslân                | 53° 04′ N, 5° 45′ E |
| Klidse           | Opsterland                     | 53° 01′ N, 6° 01′ E |
| Kloosterburen    | Tietjerksteradeel              | 53° 09′ N, 5° 59′ E |
| Klooster-Lidlum  | Franekeradeel                  | 53° 14′ N, 5° 31′ E |
| Koehool          | Franekeradeel                  | 53° 15′ N, 5° 32′ E |
| Kolderwolde      | De Fryske Marren               | 52° 54′ N, 5° 31′ E |
| Kollum           | Kollumerland en Nieuwkruisland | 53° 17′ N, 6° 09′ E |
| Kollumerpomp     | Kollumerland en Nieuwkruisland | 53° 18′ N, 6° 12′ E |
| Kollumerzwaag    | Kollumerland en Nieuwkruisland | 53° 16′ N, 6° 04′ E |
| Koningsbuurt     | Harlingen                      | 53° 10′ N, 5° 26′ E |
| Kooihuizen       | Súdwest-Fryslân                | 53° 02′ N, 5° 25′ E |
| Kooisloot        | Weststellingwerf               | 52° 50′ N, 5° 48′ E |
| Kooten           | Achtkarspelen                  | 53° 13′ N, 6° 05′ E |
| Kootstertille    | Achtkarspelen                  | 53° 13′ N, 6° 06′ E |
| Kornwerderzand   | Wûnseradiel                    | 53° 04′ N, 5° 20′ E |
| Kortehemmen      | Smallingerland                 | 53° 04′ N, 6° 05′ E |
| Kortezwaag       | Opsterland                     | 52° 59′ N, 6° 04′ E |
| Kortwoude        | Achtkarspelen                  | 53° 11′ N, 6° 10′ E |
| Koudehuizum      | Súdwest-Fryslân                | 53° 06′ N, 5° 27′ E |
| Koudum           | De Fryske Marren               | 52° 55′ N, 5° 27′ E |
| Koufurderrige    | Súdwest-Fryslân                | 52° 57′ N, 5° 39′ E |
| Koundenburg      | Ooststellingwerf               | 53° 02′ N, 6° 20′ E |
| Krabbeburen      | Kollumerland                   | 53° 18′ N, 6° 16′ E |
| Kromwal          | Littenseradeel                 | 53° 07′ N, 5° 40′ E |
| Kubaard          | Littenseradeel                 | 53° 07′ N, 5° 34′ E |
| Kuikhorne        | Achtkarspelen                  | 53° 15′ N, 6° 01′ E |

## L
| Nom            | Commune          | Coordinates         |
| -------------- | ---------------- | ------------------- |
| Laad en Zaad   | Súdwest-Fryslân  | 53° 03′ N, 5° 33′ E |
| Laagduurswoude | Ooststellingwerf | 52° 59′ N, 6° 15′ E |
| Laaxum         | De Fryske Marren | 52° 51′ N, 5° 25′ E |
| Landerum       | Terschelling     | 53° 23′ N, 5° 18′ E |
| Langedijke     | Ooststellingwerf | 52° 57′ N, 6° 17′ E |
| Langelille     | Weststellingwerf | 52° 51′ N, 5° 51′ E |
| Langezwaag     | Opsterland       | 52° 59′ N, 6° 00′ E |
| Langweer       | De Fryske Marren | 52° 58′ N, 5° 43′ E |
| Lankum         | Franekeradeel    | 53° 11′ N, 5° 31′ E |
| Leegte         | Kollumerland     | 53° 17′ N, 6° 15′ E |
| Leeuwarden     | Leeuwarden       | 53° 12′ N, 5° 47′ E |
| Legemeer       | De Fryske Marren | 52° 56′ N, 5° 44′ E |
| Lekkerterp     | Heerenveen       | 53° 02′ N, 5° 54′ E |
| Lekkum         | Leeuwarden       | 53° 14′ N, 5° 49′ E |
| Lemmer         | De Fryske Marren | 52° 51′ N, 5° 43′ E |
| Lichtaard      | Ferwerderadeel   | 53° 20′ N, 5° 55′ E |
| Lies           | Terschelling     | 53° 24′ N, 5° 20′ E |
| Lioessens      | Dongeradeel      | 53° 23′ N, 6° 05′ E |
| Lions          | Littenseradeel   | 53° 09′ N, 5° 41′ E |
| Lippenhuizen   | Opsterland       | 53° 01′ N, 6° 06′ E |
| Lippenwoude    | Súdwest-Fryslân  | 52° 58′ N, 5° 39′ E |
| Loënga         | Súdwest-Fryslân  | 53° 03′ N, 5° 41′ E |
| Lollum         | Wûnseradiel      | 53° 08′ N, 5° 32′ E |
| Lombok         | Ooststellingwerf | 52° 53′ N, 6° 09′ E |
| Longerhouw     | Súdwest-Fryslân  | 53° 04′ N, 5° 29′ E |
| Luchtenveld    | Smallingerland   | 53° 09′ N, 6° 09′ E |
| Luinjeberd     | Heerenveen       | 52° 59′ N, 5° 55′ E |
| Lutjelollum    | Franekeradeel    | 53° 10′ N, 5° 34′ E |
| Franekeradeel  | Franekeradeel    | 53° 15′ N, 6° 09′ E |
| Lutkewierum    | Littenseradeel   | 53° 06′ N, 5° 40′ E |
| Luxterhoek     | Opsterland       | 53° 00′ N, 5° 59′ E |
| Luxwoude       | Opsterland       | 53° 00′ N, 5° 59′ E |
| Lytshuzen      | Súdwest-Fryslân  | 52° 59′ N, 5° 36′ E |

## M
| Nom              | Commune                        | Coordinates         |
| ---------------- | ------------------------------ | ------------------- |
| Maemert          | Littenseradeel                 | 53° 09′ N, 5° 39′ E |
| Makkinga         | Ooststellingwerf               | 52° 59′ N, 6° 13′ E |
| Makkum           | Súdwest-Fryslân                | 53° 03′ N, 5° 24′ E |
| Makkum           | Littenseradiel                 | 53° 06′ N, 5° 41′ E |
| Mantgum          | Littenseradiel                 | 53° 08′ N, 5° 43′ E |
| Marrum           | Ferwerderadeel                 | 53° 20′ N, 5° 48′ E |
| Marssum          | Menaldumadeel                  | 53° 13′ N, 5° 44′ E |
| Medhuizen        | Ooststellingwerf               | 52° 59′ N, 6° 19′ E |
| Meilahuizen      | Littenseradeel                 | 53° 06′ N, 5° 39′ E |
| Menaldum         | Menaldumadeel                  | 53° 13′ N, 5° 40′ E |
| Metslawier       | Dongeradeel                    | 53° 22′ N, 6° 04′ E |
| Middelburen      | Ooststellingwerf               | 52° 58′ N, 6° 12′ E |
| Middelburen      | Smallingerland                 | 53° 08′ N, 6° 02′ E |
| Middenvaart      | De Fryske Marren               | 52° 51′ N, 5° 47′ E |
| Midlum           | Harlingen                      | 53° 11′ N, 5° 27′ E |
| Midsburen        | Leeuwarden                     | 53° 09′ N, 5° 53′ E |
| Midsland         | Terschelling                   | 53° 23′ N, 5° 17′ E |
| Midsland aan Zee | Terschelling                   | 53° 24′ N, 5° 17′ E |
| Midsland Noord   | Terschelling                   | 53° 24′ N, 5° 17′ E |
| Miedum           | Franekeradeel                  | 53° 10′ N, 5° 33′ E |
| Miedum           | Leeuwarden                     | 53° 14′ N, 5° 50′ E |
| Mildam           | Heerenveen                     | 52° 56′ N, 6° 00′ E |
| Minnertsga       | Het Bildt                      | 53° 15′ N, 5° 36′ E |
| Mirns            | De Fryske Marren               | 52° 51′ N, 5° 28′ E |
| Moddergat        | Dongeradeel                    | 53° 24′ N, 6° 05′ E |
| Molenend         | Tytsjerksteradiel              | 53° 15′ N, 5° 56′ E |
| Molkwerum        | De Fryske Marren               | 52° 54′ N, 5° 24′ E |
| Morra            | Dongeradeel                    | 53° 22′ N, 6° 06′ E |
| Moskou           | Ooststellingwerf               | 53° 02′ N, 6° 12′ E |
| Munnekebaayum    | Littenseradeel                 | 53° 09′ N, 5° 37′ E |
| Munnekeburen     | Weststellingwerf               | 52° 51′ N, 5° 53′ E |
| Munnekezijl      | Kollumerland en Nieuwkruisland | 53° 18′ N, 6° 16′ E |

## N
| Nom              | Commune                        | Coordinates         |
| ---------------- | ------------------------------ | ------------------- |
| Naarderburen     | Leeuwarden                     | 53° 09′ N, 5° 51′ E |
| Nes              | Heerenveen                     | 53° 03′ N, 5° 51′ E |
| Nes              | Dongeradeel                    | 53° 24′ N, 6° 03′ E |
| Nes              | Ameland                        | 53° 27′ N, 5° 46′ E |
| Niawier          | Dongeradeel                    | 53° 22′ N, 6° 03′ E |
| Nieuw Amerika    | De Fryske Marren               | 52° 52′ N, 5° 34′ E |
| Nieuw Buren      | Súdwest-Fryslân                | 52° 53′ N, 5° 28′ E |
| Nieuwe Bildtdijk | Het Bildt                      | 53° 19′ N, 5° 40′ E |
| Nieuwe Bildtzijl | Ferwerderadeel                 | 53° 19′ N, 5° 43′ E |
| Nieuwebrug       | Heerenveen                     | 52° 59′ N, 5° 53′ E |
| Nieuwehorne      | Heerenveen                     | 52° 57′ N, 6° 03′ E |
| Nieuweschoot     | Heerenveen                     | 52° 56′ N, 5° 56′ E |
| Nieuwe Vaart     | Opsterland                     | 52° 59′ N, 6° 01′ E |
| Nieuwland        | Dongeradeel                    | 53° 20′ N, 6° 09′ E |
| Nieuwstad        | Kollumerland en Nieuwkruisland | 53° 16′ N, 6° 03′ E |
| Nieuw Weper      | Ooststellingwerf               | 53° 01′ N, 6° 21′ E |
| Nij Altoenae     | Het Bildt                      | 53° 18′ N, 5° 39′ E |
| Nij Beets        | Opsterland                     | 53° 04′ N, 6° 00′ E |
| Nijeberkoop      | Ooststellingwerf               | 52° 57′ N, 6° 11′ E |
| Nijega           | Smallingerland                 | 53° 08′ N, 6° 01′ E |
| Nijehaske        | De Fryske Marren               | 52° 58′ N, 5° 54′ E |
| Nijeholtpade     | Weststellingwerf               | 52° 55′ N, 6° 05′ E |
| Nijeholtwolde    | Weststellingwerf               | 52° 53′ N, 5° 59′ E |
| Nijelamer        | Weststellingwerf               | 52° 53′ N, 5° 58′ E |
| Nijemirdum       | De Fryske Marren               | 52° 51′ N, 5° 34′ E |
| Nijetrijne       | Weststellingwerf               | 52° 51′ N, 5° 55′ E |
| Nijezijl         | Súdwest-Fryslân                | 53° 00′ N, 5° 37′ E |
| Nijhuizum        | Súdwest-Fryslân                | 52° 59′ N, 5° 29′ E |
| Nijkleaster      | Súdwest-Fryslân                | 53° 04′ N, 5° 42′ E |
| Nijland          | Súdwest-Fryslân                | 53° 03′ N, 5° 35′ E |
| Noordbergum      | Tytsjerksteradiel              | 53° 13′ N, 6° 01′ E |
| Noordwolde       | Weststellingwerf               | 52° 54′ N, 6° 09′ E |

## O
| Nom                   | Commune                        | Coordinates         |
| --------------------- | ------------------------------ | ------------------- |
| Oenkerk               | Tytsjerksteradiel              | 53° 15′ N, 5° 54′ E |
| Offingawier           | Súdwest-Fryslân                | 53° 02′ N, 5° 42′ E |
| Oldeberkoop           | Ooststellingwerf               | 52° 57′ N, 6° 08′ E |
| Oldeboorn             | Heerenveen                     | 53° 03′ N, 5° 54′ E |
| Oldeholtpade          | Weststellingwerf               | 52° 54′ N, 6° 03′ E |
| Oldeholtwolde         | Weststellingwerf               | 52° 54′ N, 6° 01′ E |
| Oldelamer             | Weststellingwerf               | 52° 52′ N, 5° 56′ E |
| Oldeouwer             | De Fryske Marren               | 52° 55′ N, 5° 48′ E |
| Oldetrijne            | Weststellingwerf               | 52° 52′ N, 5° 57′ E |
| Olterterp             | Opsterland                     | 53° 04′ N, 6° 06′ E |
| Onland                | Scharsterland                  | 52° 56′ N, 5° 51′ E |
| Oosterbierum          | Franekeradeel                  | 53° 14′ N, 5° 31′ E |
| Oosterboorn           | Heerenveen                     | 53° 03′ N, 5° 56′ E |
| Oosterend             | Littenseradiel                 | 53° 05′ N, 5° 37′ E |
| Oosterend             | Terschelling                   | 53° 24′ N, 5° 23′ E |
| Oosterlittens         | Littenseradiel                 | 53° 08′ N, 5° 39′ E |
| Oostermeer            | Tietjerksteradeel              | 53° 10′ N, 6° 03′ E |
| Oosternijkerk         | Dongeradeel                    | 53° 23′ N, 6° 03′ E |
| Oosterstreek          | Weststellingwerf               | 52° 55′ N, 6° 10′ E |
| Oosterwierum          | Littenseradiel                 | 53° 07′ N, 5° 44′ E |
| Oosterwolde           | Ooststellingwerf               | 53° 00′ N, 6° 18′ E |
| Oosterzee             | De Fryske Marren               | 52° 52′ N, 5° 46′ E |
| Oosthem               | Súdwest-Fryslân                | 53° 01′ N, 5° 36′ E |
| Oostmahorn            | Dongeradeel                    | 53° 23′ N, 6° 10′ E |
| Oostrum               | Dongeradeel                    | 53° 20′ N, 6° 04′ E |
| Oost-Vlieland         | Vlieland                       | 53° 17′ N, 5° 04′ E |
| Opeinde               | Smallingerland                 | 53° 08′ N, 6° 04′ E |
| Ophuis                | Achtkarspelen                  | 53° 12′ N, 6° 10′ E |
| Oppenhuizen           | Súdwest-Fryslân                | 53° 01′ N, 5° 42′ E |
| Opperburen            | Opsterland                     | 53° 04′ N, 6° 13′ E |
| Opperburen            | Smallingerland                 | 53° 08′ N, 6° 00′ E |
| Oranjewoud            | Heerenveen                     | 52° 57′ N, 5° 58′ E |
| Osingahuizen          | Súdwest-Fryslân                | 52° 59′ N, 5° 37′ E |
| Otterweg              | De Fryske Marren               | 52° 51′ N, 5° 47′ E |
| Oud-Appelscha         | Ooststellingwerf               | 52° 57′ N, 6° 20′ E |
| Oud-Beets             | Opsterland                     | 53° 04′ N, 6° 02′ E |
| Oude Bildtdijk        | Het Bildt                      | 53° 18′ N, 5° 41′ E |
| Oudebildtzijl         | Het Bildt                      | 53° 18′ N, 5° 43′ E |
| Oudega                | De Fryske Marren               | 52° 54′ N, 5° 31′ E |
| Oudega                | Súdwest-Fryslân                | 53° 00′ N, 5° 33′ E |
| Oudega                | Smallingerland                 | 53° 08′ N, 6° 00′ E |
| Oudehaske             | De Fryske Marren               | 52° 57′ N, 5° 52′ E |
| Oudehorne             | Heerenveen                     | 52° 58′ N, 6° 04′ E |
| Oudehornstercompagnie | Heerenveen                     | 52° 59′ N, 6° 06′ E |
| Oude Leije            | Leeuwarderadeel                | 53° 18′ N, 5° 44′ E |
| Oudemirdum            | De Fryske Marren               | 52° 51′ N, 5° 32′ E |
| Oudeschoot            | Heerenveen                     | 52° 56′ N, 5° 58′ E |
| Oude Schouw           | Heerenveen                     | 53° 04′ N, 5° 49′ E |
| Oude Terp             | Dongeradeel                    | 53° 20′ N, 6° 07′ E |
| Oudewegstervaart      | Opsterland                     | 53° 01′ N, 5° 58′ E |
| Oudkerk               | Tytsjerksteradiel              | 53° 16′ N, 5° 53′ E |
| Oudwoude              | Kollumerland en Nieuwkruisland | 53° 17′ N, 6° 07′ E |
| Ouwsterhaule          | De Fryske Marren               | 52° 56′ N, 5° 49′ E |
| Ouwster-Nijega        | De Fryske Marren               | 52° 56′ N, 5° 48′ E |
| Overburen             | Weststellingwerf               | 52° 51′ N, 6° 04′ E |

## P
| Nom           | Commune          | Coordinates         |
| ------------- | ---------------- | ------------------- |
| Paesens       | Dongeradeel      | 53° 24′ N, 6° 05′ E |
| Parrega       | Súdwest-Fryslân  | 53° 01′ N, 5° 29′ E |
| Peins         | Franekeradeel    | 53° 12′ N, 5° 36′ E |
| Peperga       | Weststellingwerf | 52° 50′ N, 6° 05′ E |
| Petersburg    | Ooststellingwerf | 53° 02′ N, 6° 13′ E |
| Piaam         | Súdwest-Fryslân  | 53° 02′ N, 5° 24′ E |
| Piekezijl     | Súdwest-Fryslân  | 53° 01′ N, 5° 35′ E |
| Pietersbierum | Franekeradeel    | 53° 13′ N, 5° 29′ E |
| Pietersburen  | Barradeel        | 53° 07′ N, 6° 10′ E |
| Pingjum       | Súdwest-Fryslân  | 53° 07′ N, 5° 26′ E |
| Polle         | De Friese Meren  | 52° 55′ N, 5° 51′ E |
| Poppenhuizen  | Smallingerland   | 53° 04′ N, 5° 55′ E |
| Poppingawier  | Súdwest-Fryslân  | 53° 05′ N, 5° 45′ E |

## Q
| Nom        | Commune           | Coordinates         |
| ---------- | ----------------- | ------------------- |
| Quatrebras | Tytsjerksteradiel | 53° 13′ N, 5° 59′ E |

## R
| Nom           | Commune           | Coordinates         |
| ------------- | ----------------- | ------------------- |
| Raard         | Dongeradeel       | 53° 20′ N, 5° 57′ E |
| Rauwerd       | Súdwest-Fryslân   | 53° 06′ N, 5° 45′ E |
| Ravenswoud    | Ooststellingwerf  | 52° 58′ N, 6° 23′ E |
| Reidswal      | Dongeradeel       | 53° 21′ N, 6° 05′ E |
| Reitsum       | Ferwerderadiel    | 53° 19′ N, 5° 54′ E |
| Remswerd      | Súdwest-Fryslân   | 53° 03′ N, 5° 33′ E |
| Ried          | Franekeradeel     | 53° 13′ N, 5° 36′ E |
| Rien          | Littenseradeel    | 53° 06′ N, 5° 39′ E |
| Rijperkerk    | Tietjerksteradeel | 53° 13′ N, 5° 55′ E |
| Rijs          | De Fryske Marren  | 52° 52′ N, 5° 30′ E |
| Rijsberkampen | Weststellingwerf  | 52° 56′ N, 6° 13′ E |
| Rijtseterp    | Súdwest-Fryslân   | 53° 02′ N, 5° 29′ E |
| Rinsumageest  | Dantumadiel       | 53° 18′ N, 5° 57′ E |
| Ritsumazijl   | Menaldumadeel     | 53° 12′ N, 5° 44′ E |
| Rode Dorp     | Weststellingwerf  | 52° 54′ N, 6° 09′ E |
| Rohel         | De Fryske Marren  | 52° 55′ N, 5° 50′ E |
| Rohel         | Achtkarspelen     | 53° 13′ N, 6° 09′ E |
| Roodeschuur   | Súdwest-Fryslân   | 53° 12′ N, 6° 09′ E |
| Roodhuis      | Littenseradiel    | 53° 05′ N, 5° 38′ E |
| Roodkerk      | Dantumadiel       | 53° 16′ N, 5° 55′ E |
| Roordahuizum  | Leeuwarden        | 53° 07′ N, 5° 48′ E |
| Ropta         | Dongeradeel       | 53° 22′ N, 6° 04′ E |
| Roptazijl     | Franekeradeel     | 53° 13′ N, 5° 27′ E |
| Rotstergaast  | De Fryske Marren  | 52° 54′ N, 5° 54′ E |
| Rotsterhaule  | De Fryske Marren  | 52° 56′ N, 5° 51′ E |
| Rottevalle    | Smallingerland    | 53° 09′ N, 6° 06′ E |
| Rottum        | De Fryske Marren  | 52° 56′ N, 5° 54′ E |
| Ruigahuizen   | De Fryske Marren  | 52° 53′ N, 5° 34′ E |

## S
| Nom                 | Commune           | Coordinates         |
| ------------------- | ----------------- | ------------------- |
| Salverd             | Franekeradeel     | 53° 11′ N, 5° 35′ E |
| Sandfirden          | Súdwest-Fryslân   | 52° 59′ N, 5° 31′ E |
| Schalsum            | Franekeradeel     | 53° 12′ N, 5° 34′ E |
| Scharl              | Súdwest-Fryslân   | 52° 52′ N, 5° 24′ E |
| Scharneburen        | Súdwest Fryslân   | 53° 00′ N, 5° 26′ E |
| Scharnegoutum       | Súdwest-Fryslân   | 53° 04′ N, 5° 41′ E |
| Scharsterbrug       | De Fryske Marren  | 52° 57′ N, 5° 47′ E |
| Scherpenzeel        | Weststellingwerf  | 52° 50′ N, 5° 53′ E |
| Schettens           | Súdwest-Fryslân   | 53° 05′ N, 5° 29′ E |
| Schiermonnikoog     | Schiermonnikoog   | 53° 29′ N, 6° 10′ E |
| Schillaard          | Littenseradeel    | 53° 07′ N, 5° 42′ E |
| Schingen            | Menaldumadeel     | 53° 12′ N, 5° 37′ E |
| Schoterzijl         | Weststellingwerf  | 52° 49′ N, 5° 49′ E |
| Schouw              | De Fryske Marren  | 52° 52′ N, 5° 32′ E |
| Schraard            | Súdwest-Fryslân   | 53° 05′ N, 5° 27′ E |
| Schrins             | Littenseradeel    | 53° 07′ N, 5° 39′ E |
| Schuilenburg        | Tytsjerksteradiel | 53° 12′ N, 6° 04′ E |
| Seeryp              | Terschelling      | 53° 23′ N, 5° 18′ E |
| Selmien             | Opsterland        | 53° 06′ N, 6° 08′ E |
| Sexbierum           | Franekeradeel     | 53° 13′ N, 5° 29′ E |
| Siegerswoude        | Opsterland        | 53° 06′ N, 6° 12′ E |
| Siegerswoude        | Opsterland        | 53° 09′ N, 5° 58′ E |
| Sijbrandaburen      | Littenseradiel    | 53° 04′ N, 5° 43′ E |
| Sijbrandahuis       | Dantumadiel       | 53° 19′ N, 5° 58′ E |
| Sijthuizen          | Heerenveen        | 53° 02′ N, 5° 51′ E |
| Sint Annaparochie   | Het Bildt         | 53° 17′ N, 5° 40′ E |
| Sint Jacobiparochie | Het Bildt         | 53° 16′ N, 5° 36′ E |
| Sintjohannesga      | De Fryske Marren  | 52° 55′ N, 5° 51′ E |
| Sint Nicolaasga     | De Fryske Marren  | 52° 55′ N, 5° 45′ E |
| Sjungadijk          | Súdwest-Fryslân   | 53° 06′ N, 5° 32′ E |
| Slappeterp          | Menaldumadeel     | 53° 13′ N, 5° 37′ E |
| Slijkenburg         | Weststellingwerf  | 52° 49′ N, 5° 51′ E |
| Sloten              | De Fryske Marren  | 52° 54′ N, 5° 39′ E |
| Smallebrugge        | Súdwest-Fryslân   | 52° 57′ N, 5° 38′ E |
| Smalle Ee           | Smallingerland    | 53° 06′ N, 6° 02′ E |
| Snakkerburen        | Leeuwarden        | 53° 13′ N, 5° 48′ E |
| Sneek               | Súdwest-Fryslân   | 53° 02′ N, 5° 40′ E |
| Snikzwaag           | De Fryske Marren  | 52° 59′ N, 5° 47′ E |
| Sondel              | De Fryske Marren  | 52° 52′ N, 5° 36′ E |
| Sonnega             | Weststellingwerf  | 52° 52′ N, 5° 58′ E |
| Sopsum              | Franekeradeel     | 53° 10′ N, 5° 30′ E |
| Sorremorre          | Heerenveen        | 53° 04′ N, 5° 52′ E |
| Sotterum            | Súdwest-Fryslân   | 53° 04′ N, 5° 29′ E |
| Spanga              | Weststellingwerf  | 52° 49′ N, 5° 54′ E |
| Spannenburg         | De Fryske Marren  | 52° 55′ N, 5° 42′ E |
| Spannum             | Littenseradiel    | 53° 09′ N, 5° 37′ E |
| Sparjebird          | Opsterland        | 53° 02′ N, 6° 10′ E |
| Speers, Friesland   | Súdwest-Fryslân   | 53° 04′ N, 5° 42′ E |
| Spijk               | Littenseradiel    | 53° 07′ N, 5° 38′ E |
| Spitsendijk         | Heerenveen        | 53° 00′ N, 5° 55′ E |
| Sprong              | Littenseradeel    | 53° 08′ N, 5° 39′ E |
| Staveren            | Súdwest-Fryslân   | 52° 53′ N, 5° 22′ E |
| Steenharst          | Kollumerland      | 53° 16′ N, 6° 10′ E |
| Steenvak            | Dongeradeel       | 53° 19′ N, 6° 06′ E |
| Steggerda           | Weststellingwerf  | 52° 51′ N, 6° 04′ E |
| Stiem               | Dongeradeel       | 53° 22′ N, 6° 09′ E |
| Stiens              | Leeuwarderadeel   | 53° 16′ N, 5° 46′ E |
| Strand              | Súdwest-Fryslân   | 53° 07′ N, 5° 24′ E |
| Stroobos            | Achtkarspelen     | 53° 14′ N, 6° 13′ E |
| Suameer             | Tytsjerksteradiel | 53° 11′ N, 6° 00′ E |
| Suawoude            | Tytsjerksteradiel | 53° 11′ N, 5° 56′ E |
| Surhuisterveen      | Achtkarspelen     | 53° 11′ N, 6° 10′ E |
| Surhuizum           | Achtkarspelen     | 53° 12′ N, 6° 11′ E |
| Surhuizumer Mieden  | Achtkarspelen     | 53° 13′ N, 6° 13′ E |
| Swichum             | Leeuwarden        | 53° 09′ N, 5° 49′ E |

## T
| Nom            | Commune                        | Coordinates         |
| -------------- | ------------------------------ | ------------------- |
| Tacozijl       | De Fryske Marren               | 52° 52′ N, 5° 39′ E |
| Teerd          | Dongeradeel                    | 53° 22′ N, 6° 08′ E |
| Teerns         | Leeuwarden                     | 53° 11′ N, 5° 50′ E |
| Teijeburen     | Dongeradeel                    | 53° 23′ N, 5° 56′ E |
| Terband        | Heerenveen                     | 52° 59′ N, 5° 55′ E |
| Tergracht      | Ferwerderadeel                 | 53° 17′ N, 5° 51′ E |
| Terhorne       | De Fryske Marren               | 53° 02′ N, 5° 47′ E |
| Ter Idzard     | Weststellingwerf               | 52° 54′ N, 6° 02′ E |
| Terkaple       | De Fryske Marren               | 53° 01′ N, 5° 47′ E |
| Ternaard       | Dongeradeel                    | 53° 23′ N, 5° 58′ E |
| Teroele        | De Fryske Marren               | 52° 56′ N, 5° 42′ E |
| Terwispel      | Opsterland                     | 53° 01′ N, 6° 03′ E |
| Terwisscha     | Ooststellingwerf               | 52° 57′ N, 6° 18′ E |
| Terzool        | Súdwest-Fryslân                | 53° 04′ N, 5° 44′ E |
| 't Heechhout   | Littenseradeel                 | 53° 10′ N, 5° 36′ E |
| Tibma          | Dongeradeel                    | 53° 20′ N, 6° 07′ E |
| Tichelwerk     | Tietjerksteradeel              | 53° 16′ N, 5° 50′ E |
| Tietjerk       | Tytsjerksteradiel              | 53° 12′ N, 5° 55′ E |
| Tijnje         | Opsterland                     | 53° 02′ N, 6° 00′ E |
| Tilburen       | Dongeradeel                    | 53° 20′ N, 6° 03′ E |
| Tirns          | Súdwest-Fryslân                | 53° 04′ N, 5° 38′ E |
| Tjaard         | Leeuwarden                     | 53° 08′ N, 5° 49′ E |
| Tjalhuizum     | Súdwest-Fryslân                | 53° 03′ N, 5° 37′ E |
| Tjalleberd     | Heerenveen                     | 53° 00′ N, 5° 57′ E |
| Tjeintgum      | Littenseradeel                 | 53° 08′ N, 5° 43′ E |
| Tjeppenboer    | Littenseradeel                 | 53° 11′ N, 5° 36′ E |
| Tjerkgaast     | De Fryske Marren               | 52° 54′ N, 5° 41′ E |
| Tjerkwerd      | Súdwest-Fryslân                | 53° 03′ N, 5° 30′ E |
| Triemen        | Kollumerland en Nieuwkruisland | 53° 17′ N, 6° 06′ E |
| Tritzum        | Franekeradeel                  | 53° 08′ N, 5° 34′ E |
| Tronde         | Ooststellingwerf               | 52° 58′ N, 6° 13′ E |
| Trophorne      | Súdwest-Fryslân                | 52° 56′ N, 5° 34′ E |
| 't Schoor      | Dongeradeel                    | 53° 24′ N, 5° 59′ E |
| Twijtel        | Ooststellingwerf               | 52° 58′ N, 6° 12′ E |
| Twijzel        | Achtkarspelen                  | 53° 14′ N, 6° 06′ E |
| Twijzelerheide | Achtkarspelen                  | 53° 15′ N, 6° 03′ E |
| Tzum           | Franekeradeel                  | 53° 09′ N, 5° 34′ E |
| Tzummarum      | Franekeradeel                  | 53° 14′ N, 5° 33′ E |

## U
| Nom                  | Commune         | Coordinates         |
| -------------------- | --------------- | ------------------- |
| Uilesprong           | Opsterland      | 53° 03′ N, 5° 58′ E |
| Uiteinde             | Smallingerland  | 53° 08′ N, 5° 59′ E |
| Uitwellingerga       | Súdwest-Fryslân | 53° 00′ N, 5° 42′ E |
| Ungebuurt            | Harlingen       | 53° 11′ N, 5° 28′ E |
| Ureterp              | Opsterland      | 53° 06′ N, 6° 10′ E |
| Ureterp aan de Vaart | Opsterland      | 53° 07′ N, 6° 10′ E |
| Ureterperverlaat     | Smallingerland  | 53° 06′ N, 6° 08′ E |

## V
| Nom             | Commune                        | Coordinates         |
| --------------- | ------------------------------ | ------------------- |
| Vaardeburen     | Ferwerderadeel                 | 53° 21′ N, 5° 53′ E |
| Veenklooster    | Kollumerland en Nieuwkruisland | 53° 16′ N, 6° 06′ E |
| Veenwouden      | Dantumadiel                    | 53° 14′ N, 6° 00′ E |
| Veenwoudsterwal | Dantumadiel                    | 53° 14′ N, 5° 59′ E |
| Vegelinsoord    | De Fryske Marren               | 53° 00′ N, 5° 52′ E |
| Veneburen       | Ooststellingwerf               | 52° 58′ N, 6° 15′ E |
| Venekoten       | Ooststellingwerf               | 52° 59′ N, 6° 18′ E |
| Vensterburen    | Leeuwarderadeel                | 53° 14′ N, 5° 47′ E |
| Vierhuis        | De Fryske Marren               | 52° 54′ N, 5° 51′ E |
| Vierhuizen      | Súdwest-Fryslân                | 53° 03′ N, 5° 27′ E |
| Vijfhuis        | Súdwest-Fryslân                | 53° 02′ N, 5° 33′ E |
| Vijfhuizen      | Ferwerderadeel                 | 53° 19′ N, 5° 45′ E |
| Vinkega         | Weststellingwerf               | 52° 52′ N, 6° 07′ E |
| Visbuurt        | Dongeradeel                    | 53° 23′ N, 5° 57′ E |
| Vissersburen    | Súdwest-Fryslân                | 52° 57′ N, 5° 33′ E |
| Voorrijp        | Harlingen                      | 53° 12′ N, 5° 29′ E |
| Voorwerk        | Opsterland                     | 53° 06′ N, 6° 15′ E |
| Vosseburen      | Opsterland                     | 53° 01′ N, 6° 07′ E |
| Vrouwenparochie | Het Bildt                      | 53° 17′ N, 5° 42′ E |

## W
| Nom                              | Commune                        | Coordinates         |
| -------------------------------- | ------------------------------ | ------------------- |
| Waaxens                          | Littenseradeel                 | 53° 07′ N, 5° 33′ E |
| Waaxens                          | Dongeradeel                    | 53° 21′ N, 5° 55′ E |
| Wammert                          | Littenseradeel                 | 53° 08′ N, 5° 40′ E |
| Wanswerd                         | Ferwerderadiel                 | 53° 18′ N, 5° 51′ E |
| Wanswerd aan de Streek (Ferwerd) | Ferwerderadeel                 | 53° 17′ N, 5° 52′ E |
| War (Franeker)                   | Franekeradeel                  | 53° 12′ N, 5° 31′ E |
| Warfstermolen                    | Kollumerland en Nieuwkruisland | 53° 18′ N, 6° 14′ E |
| Warga                            | Leeuwarden                     | 53° 09′ N, 5° 50′ E |
| Warniahuizen                     | Heerenveen                     | 53° 04′ N, 5° 56′ E |
| Warns                            | De Fryske Marren               | 52° 52′ N, 5° 25′ E |
| Warstiens                        | Leeuwarden                     | 53° 10′ N, 5° 52′ E |
| Wartena                          | Leeuwarden                     | 53° 09′ N, 5° 54′ E |
| Waskemeer                        | Ooststellingwerf               | 53° 03′ N, 6° 17′ E |
| Wedzeburen                       | Achtkarspelen                  | 53° 14′ N, 6° 06′ E |
| Weidum                           | Littenseradiel                 | 53° 09′ N, 5° 45′ E |
| Welsrijp                         | Littenseradiel                 | 53° 10′ N, 5° 36′ E |
| Weper                            | Ooststellingwerf               | 53° 01′ N, 6° 19′ E |
| West aan Zee                     | Terschelling                   | 53° 24′ N, 5° 16′ E |
| Westerend Harich                 | Súdwest-Fryslân                | 52° 53′ N, 5° 31′ E |
| Westergeest                      | Kollumerland en Nieuwkruisland | 53° 18′ N, 6° 05′ E |
| Westermeer                       | De Fryske Marren               | 52° 58′ N, 5° 48′ E |
| Westernijkerk                    | Ferwerderadeel                 | 53° 20′ N, 5° 48′ E |
| Westhem                          | Súdwest-Fryslân                | 53° 01′ N, 5° 33′ E |
| Westhoek                         | Het Bildt                      | 53° 17′ N, 5° 34′ E |
| West-Terschelling                | Terschelling                   | 53° 22′ N, 5° 13′ E |
| Wetsens                          | Dongeradeel                    | 53° 21′ N, 6° 02′ E |
| Wie                              | Dongeradeel                    | 53° 23′ N, 6° 02′ E |
| Wier                             | Menaldumadeel                  | 53° 15′ N, 5° 38′ E |
| Wierum                           | Dongeradeel                    | 53° 24′ N, 6° 01′ E |
| Wieuwerd                         | Littenseradeel                 | 53° 07′ N, 5° 41′ E |
| Wijckel                          | De Fryske Marren               | 52° 53′ N, 5° 38′ E |
| Wijckelereebuurt                 | De Fryske Marren               | 52° 53′ N, 5° 37′ E |
| Wijgeest                         | Kollumerland                   | 53° 17′ N, 6° 08′ E |
| Wijnaldum                        | Franekeradeel                  | 53° 12′ N, 5° 28′ E |
| Wijnjeterpverlaat                | Opsterland                     | 53° 02′ N, 6° 10′ E |
| Wijnjewoude                      | Opsterland                     | 53° 03′ N, 6° 11′ E |
| Wijns                            | Tietjerksteradeel              | 53° 15′ N, 5° 50′ E |
| Wijtgaard                        | Leeuwarden                     | 53° 09′ N, 5° 48′ E |
| Wilaard                          | Leeuwarden                     | 53° 12′ N, 5° 50′ E |
| Willemstad                       | Ooststellingwerf               | 52° 58′ N, 6° 21′ E |
| Winsum                           | Littenseradiel                 | 53° 09′ N, 5° 38′ E |
| Wirdum                           | Leeuwarden                     | 53° 09′ N, 5° 49′ E |
| Witmarsum                        | Súdwest-Fryslân                | 53° 06′ N, 5° 28′ E |
| Witveen                          | Tytsjerksteradiel              | 53° 10′ N, 6° 06′ E |
| Wolsum                           | Súdwest-Fryslân                | 53° 02′ N, 5° 33′ E |
| Wolvega                          | Weststellingwerf               | 52° 53′ N, 6° 00′ E |
| Wommels                          | Littenseradiel                 | 53° 07′ N, 5° 35′ E |
| Wonneburen                       | Súdwest-Fryslân                | 53° 01′ N, 5° 26′ E |
| Wons                             | Súdwest-Fryslân                | 53° 05′ N, 5° 25′ E |
| Workum                           | Súdwest-Fryslân                | 52° 59′ N, 5° 27′ E |
| Woudsend                         | Súdwest-Fryslân                | 52° 57′ N, 5° 38′ E |
| Wouterswoude                     | Dantumadiel                    | 53° 18′ N, 6° 02′ E |

## Y
| Nom                    | Commune         | Coordinates         |
| ---------------------- | --------------- | ------------------- |
| Ypecolsga (Ypekolsgea) | Súdwest-Fryslân | 52° 56′ N, 5° 36′ E |

## Z
| Nom            | Commune                        | Coordinates         |
| -------------- | ------------------------------ | ------------------- |
| Zandbulten     | Kollumerland                   | 53° 16′ N, 6° 05′ E |
| Zandhuizen     | Weststellingwerf               | 52° 56′ N, 5° 36′ E |
| Zevenbuurt     | De Friese Meren                | 52° 52′ N, 5° 51′ E |
| Zevenhuizen    | Kollumerland en Nieuwkruisland | 53° 14′ N, 6° 00′ E |
| Zuiderburen    | Leeuwarden                     | 53° 10′ N, 5° 50′ E |
| Zuiderend      | Leeuwarden                     | 53° 05′ N, 5° 49′ E |
| Zurich         | Súdwest-Fryslân                | 53° 07′ N, 5° 24′ E |
| Zwaagwesteinde | Dantumadiel                    | 53° 16′ N, 6° 03′ E |
| Zwagerbosch    | Kollumerland en Nieuwkruisland | 53° 14′ N, 6° 03′ E |
| Zwagerveen     | Kollumerland en Nieuwkruisland | 53° 16′ N, 6° 05′ E |
| Zwarte Haan    | Het Bildt                      | 53° 19′ N, 5° 38′ E |
| Zweins         | Franekeradeel                  | 53° 12′ N, 5° 36′ E |

## Sources
- GEOnet Noms Server (GNS)

(en) Cet article est partiellement ou en totalité issu de la page de Wikipédia en anglais intitulée « List of cities, towns and villages in Friesland » (voir la liste des auteurs).